# サシュコ・ガヴリーロフ
サシュコ・ガヴリーロフ（Saschko Gawriloff、1929年10月20日 - ）は、ドイツのヴァイオリニスト、音楽教育家。

## 経歴
1929年、ライプツィヒに生まれる。父親はライプツィヒ・ゲヴァントハウス管弦楽団のヴァイオリニストであった。
ヴァルサー・ダヴィゾン等に学び、1959年のパガニーニ国際ヴァイオリン・コンクールで第2位となる。ドレスデン・フィルハーモニー管弦楽団、ベルリン・フィルハーモニー管弦楽団、ベルリン放送交響楽団、フランクフルト歌劇場管弦楽団、ハンブルク交響楽団のコンサートマスターを歴任。
ソリストとしてもゲオルク・ショルティ、ピエール・ブーレーズ、クリストフ・フォン・ドホナーニ等と協演している。1992年にはアンサンブル・モデルンとリゲティ・ジェルジュのヴァイオリン協奏曲を初演、同作品をエサ＝ペッカ・サロネン指揮ロサンゼルス・フィルハーモニー管弦楽団とアメリカでも初演した。
北西ドイツ・デトモルト音楽アカデミー、エッセン音楽大学、ケルン音楽大学、ベルリン芸術大学の教授をつとめる。